# Хеліцери

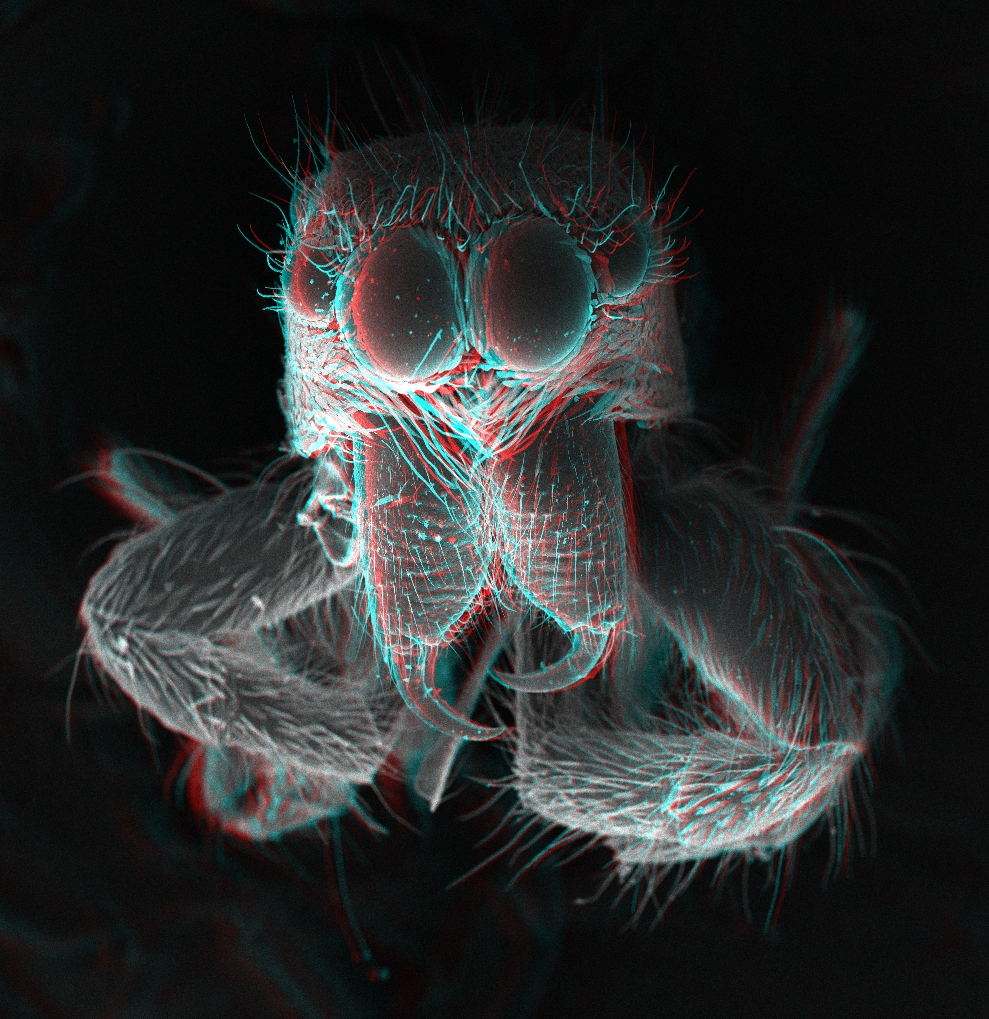
3D вигляд хеліцер павука-скакуна. Педипальпи видалені, щоб було видно хеліцери та деякі інші частинки

Хеліце́ри  (лат. chelicerae, від дав.-гр. χηλή — «клішня», «щелепна кістка» + κέρας — «ріг») — перша пара головних кінцівок у членистоногих павукоподібних хеліцерових, що використовується як щелепи для захоплення та розривання здобичі. Складається з 2—3 члеників та часто закінчуються клішнею (примітивні хеліцерові). Хеліцери гомологічні антенам ракоподібних.
Гачкоподібними хеліцерами павук хапає свою жертву. У середині хеліцер є канал, по якому з отруйних залоз, які розташовані біля основи хеліцер, у тіло жертви надходить травний сік. Поруч з хеліцерами містяться короткі, покриті чутливими волосками органи дотику, нюху та смаку — ногощупальці.

## Різноманітність хеліцер

Різні форми хеліцер: А — двочленикові, у формі підклішень в (павуки), B — двочленикові, у формі клішень (сольпуги), C — трьохчленикові, у формі клішень (косарики).

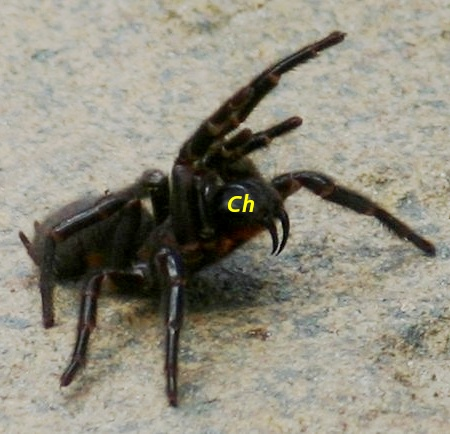
Ортогнатні хеліцери(Ch) павука Atrax robustus: кігті хеліцер спрямовані вперед та вниз паралельно один одному.

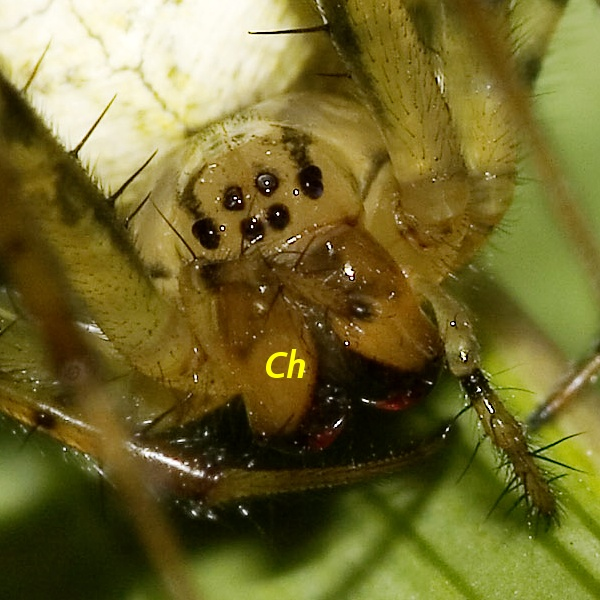
Лабідогнатні хеліцери(Ch) павука Metellina sp.: кігті хеліцер спрямовані назустріч одне одному.

Тричленикові клешнеподібні хеліцери, ймовірно, являють собою вихідний (плезіоморфний) для хеліцерових варіант будови і характерні для мечехвостів, ракоскорпіонів, скорпіонів, кліщів та сінокосців.
Двочленикові клешнеподібні хеліцери характерні для сольпуг та псевдоскорпіонів.
Двочленикові хеліцери у формі підклешень, ймовірно, являють собою найбільш спеціалізований варіант будови цих придатків. Згідно з гіпотезою Шульца (Shultz 1990), їх слід розглядати як синапоморфію групи Tetrapulmonata (чотирьохлегеневі), що об'єднує павуків та близькі до них ряди Amblypygi, Schizomida та Thelyphonida. Відомо два варіанти їхньої будови — ортогнатний та лабідогнатний. За ортогнатного рухомі кігті хеліцер спрямовані вперед і вниз паралельно один одному, за лабідогнатного кігті розташовані з боків до площини двобічної симетрії тіла та спрямовані назустріч один одному. Лабідогнатні хеліцери характерні тільки для аранеоморфних павуків.
Хеліцери можуть набувати вторинної модифікації. У павуків вони мають кігтеподібний кінцевий членик, на якому відкривається протока отруйної залози. У паразитичних кліщів хеліцери часто перетворені на колючі стилети або несуть ріжучі лопаті і гачки, якими кліщ утримується на тілі хазяїна.